# アーラーラ・カーラーマ
アーラーラ・カーラーマ（サンスクリット語：Ālāra Kālāma、漢字：阿羅邏迦蘭）は、古代インドの思想家で、釈迦が出家後に師事した人物の1人。
「方広大荘厳経」によれば、ヴァイシャーリーの近くに在していたという。なお、『因果経』3や『修行本起経』下などでは、阿羅邏と迦蘭を分かち2人とする説もある。またラージャガハ（王舎城）の人ともされる。「仏所行讃」によれば、ヴィンディヤ山脈が住処とされる。

## 歴史
南伝仏教の文献によると、釈迦は出家直後に道を求めんとして、彼のもとを訪れ「無所有処（ākiñcaññāyatanaṃ）」の教えを聞いて、間もなくその境地を証得した。彼は釈迦が自分と同じ境地を得たことを知ると、自分の弟子の300人を共に率いていくことを要請した。しかし釈迦はその境地は真の悟りを得る道ではないと覚り、彼のもとを去って次にウッダカ・ラーマプッタのもとへ行ったという。
なお、『方広大荘厳経』7では彼の説いた境地は「無所有処」とするので、北伝仏教の仏説ではこれを一般視する向きが多い。
南伝『マーハ・ヴァッガ』には、仏が成道して初めて説法（初転法輪）をする7日前に死んだとされる。なお、五分律では初転法輪の前夜とする。
また『マハーパリニッバーナ経』（いわゆる小乗の『大般涅槃経』・『遊行経』のこと）に、仏の最後から2番目の弟子（在家）として「福貴（Pukksa、プックサ）」という名前が挙げられているが、福貴はもとはアーラーラ・カーラーマの弟子だったといわれる。